# 巴里奥城堡

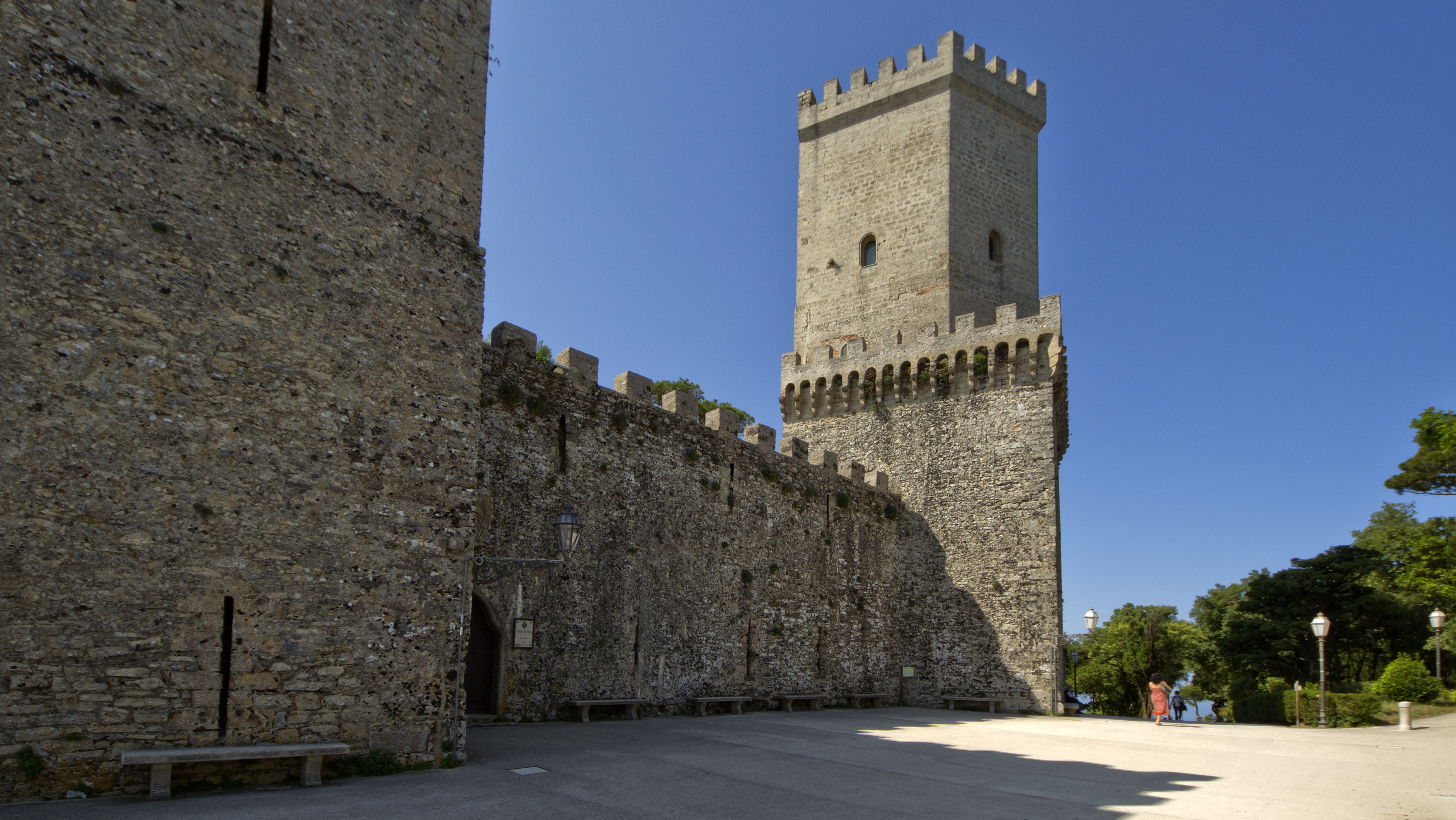
巴里奥城堡

巴里奥城堡（Castello e torri del Bàlio）是意大利西西里大区埃里切的一座中世纪军事要塞，毗邻花园。塔楼和花园都以诺曼人总督的名称命名（baiulo）。

## 历史

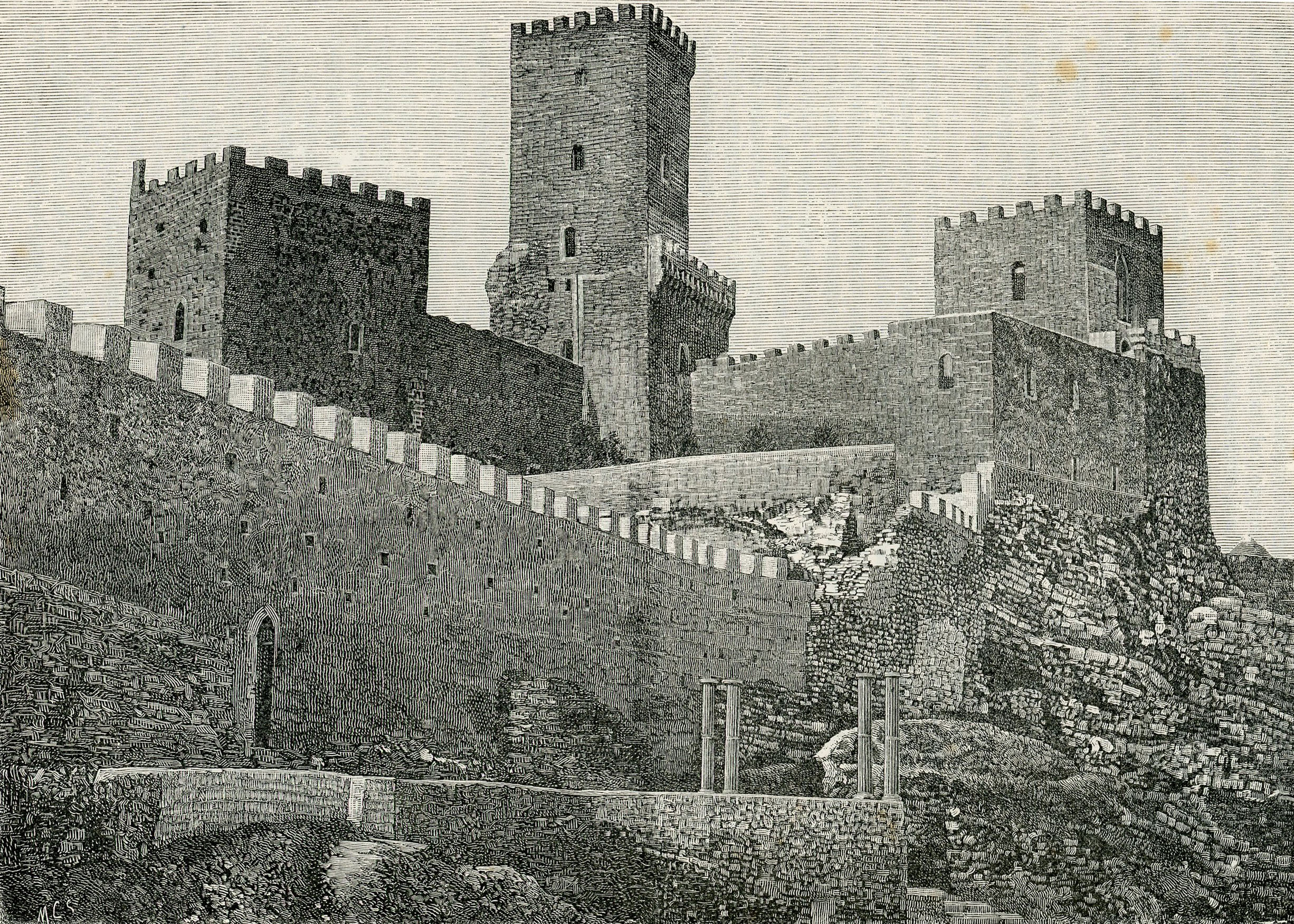
1892年石版画中的塔楼和城堡

有两座塔楼兴建于13世纪的诺曼时代，通过吊桥与维纳斯城堡相连。后来建造了第三座塔楼和城墙，入口设有拱门，拱门上有西班牙哈布斯堡王朝的徽章。在接下来的几个世纪里，建筑群沦为废墟。波旁改革（1818-1819）时，城堡移交给市政当局，又交给阿戈斯蒂诺·佩波利伯爵（Agostino Sieri Pepoli）。伯爵于1872年开始翻修城堡，重建了被拆除的五边形塔楼。他还建了一个英式公共花园。